# Top Gun: Maverick
Top Gun: Maverick è un film del 2022 diretto da Joseph Kosinski.
La pellicola è il sequel di Top Gun (1986) ed è interpretato da Tom Cruise, Miles Teller, Jennifer Connelly, Glen Powell, Monica Barbaro, Jon Hamm, Ed Harris e Val Kilmer. La pellicola è dedicata alla memoria di Tony Scott, regista del film originale.

## Trama
A più di 30 anni dal conseguimento del brevetto alla scuola Top Gun, Pete "Maverick" Mitchell, ora Capitano di vascello della Marina degli Stati Uniti, è un pilota collaudatore. Nonostante i numerosi e illustri successi, la ripetuta insubordinazione, assieme al desiderio di non smettere di volare, gli hanno impedito la promozione ad ammiraglio. Il suo amico ed ex rivale alla scuola Top Gun, l'ammiraglio Tom "Iceman" Kazansky, è ora il comandante della Flotta del Pacifico degli Stati Uniti e da sempre impedisce che sia allontanato dalla Marina.
Quando il contrammiraglio Chester "Hammer" Cain prevede di chiudere il programma "Darkstar" di Maverick a favore di un progetto basato sui droni, il capitano decide di salvare il programma cambiando l'obiettivo del test di quel giorno, portando il velivolo a Mach 10 anziché Mach 9, per soddisfare le specifiche del contratto del programma, ignorando gli ordini di Cain. Il prototipo raggiunge la velocità richiesta, ma poi viene distrutto quando Maverick, spinto dal suo continuo desiderio di sperimentare oltre i limiti, lo porta a velocità ancora più elevate. Per quel che ha fatto, Maverick viene rimproverato da Cain, il quale, tuttavia, gli comunica di non poterlo far congedare perché il capitano è stato chiamato per ritornare alla scuola Top Gun.
Giunto alla nuova base, Maverick viene informato che la Marina è stata incaricata di distruggere un impianto non autorizzato per l'arricchimento dell'uranio, localizzato in una profonda depressione alla fine di un canyon. È difeso da torrette equipaggiate con missili terra-aria SA-3 Goa, disturbatori GPS e aerei da caccia di quinta generazione. Il Comandante delle forze aeree, il viceammiraglio Beau "Cyclone" Simpson, comunica al capitano che il suo compito sarà quello di addestrare un gruppo di diplomati Top Gun, anche se non gli nasconde di non avere fiducia in lui e che è lì solo per volontà di Iceman.
In un primo addestramento di combattimento aereo simulato, Maverick aggancia, uno dopo l'altro, tutti i caccia dei suoi scettici studenti, conquistando il loro rispetto, ma il suo modo di insegnamento anticonformista non piace a Cyclone. L'addestramento mette in risalto le differenze tra i piloti: da un lato c'è Bradley "Rooster" Bradshaw,  figlio del defunto navigatore di Maverick Nick "Goose" Bradshaw, che per proteggere la propria squadra vola con eccessiva prudenza, mentre all'altro estremo c'è Jake "Hangman" Seresin, che pur di terminare la missione mette in pericolo la vita dei compagni.
Maverick intanto reincontra dopo anni l'ex fidanzata, Penny Benjamin, proprietaria del bar vicino alla base, alla quale rivela che la madre di Rooster gli aveva fatto promettere, prima di morire, che non avrebbe permesso al figlio di diventare un pilota, e per questo il capitano aveva sempre cercato di impedire al ragazzo l'ingresso in accademia, riuscendo però solo a ritardarne l'ammissione. Rooster, ignaro della promessa, è risentito nei confronti di Maverick per aver ostacolato la sua carriera militare. Maverick è riluttante a interferire ulteriormente con la carriera di Rooster, ma l'alternativa è mandarlo in una missione pericolosa: racconta i suoi dubbi a Iceman, il quale ha un cancro alla gola terminale, e l'ammiraglio lo incita ad andare avanti. Pochi giorni dopo, Iceman muore.
Con il protettore di Maverick andato, Cyclone lo rimuove come istruttore in seguito alla distruzione di un F/A-18 in addestramento e prende in mano gli ordini della missione, che sono resi più facili da eseguire, ma rendono la fuga molto più difficile e pericolosa. Prima che Cyclone possa terminare il proprio annuncio ai piloti, Maverick, esortato da Penny, effettua un volo non autorizzato attraverso il corso di addestramento, rispettando i parametri originali e dimostrandone la fattibilità. Nonostante l'atto di indiscutibile insubordinazione, a quel punto Cyclone non può fare altro che nominare Maverick come caposquadra.
Maverick guida il gruppo in testa con il suo F/A-18E, accompagnato da un F/A-18F equipaggiato con un designatore laser, pilotato dai tenenti Natasha "Phoenix" Trace e Robert "Bob" Floyd. Rooster guida la seconda coppia di caccia, composta dai tenenti Reuben "Payback" Fitch e Mickey "Fanboy" Garcia. I quattro jet partono da una portaerei mentre la base nemica viene bombardata da missili tomahawk, per ridurre il rischio di essere intercettati. Le squadre distruggono con successo l'impianto, ma durante la loro fuga vengono ingaggiate dalle torrette con missili terra-aria. Rooster esaurisce le contromisure e Maverick sacrifica il suo jet per proteggerlo. Non volendo rischiare altre vite, agli altri viene ordinato di tornare alla portaerei. Rooster, però, disobbedisce agli ordini e torna sul luogo dello schianto, scoprendo che Maverick è stato espulso in sicurezza dal velivolo ed è sotto il fuoco di un elicottero Mi-24.
Dopo aver distrutto l'elicottero, Rooster viene a sua volta abbattuto. I due si incontrano a terra e rubano un F-14 Tomcat, aereo pilotato in passato da Maverick, dalla base aerea distrutta. Con il caccia antiquato, i due distruggono due caccia nemici intercettori Sukhoi Su-57 decollati prima dell'attacco, per poi avvistarne un terzo quando si accorgono di aver esaurito le munizioni e le contromisure. Fortunatamente, i due sono salvati in extremis da Hangman, rimasto in standby alla portaerei, facendo tornare tutti gli aerei sani e salvi alla nave. La missione è compiuta, non ci sono state perdite umane, e Maverick da un lato ha ottenuto il rispetto di Cyclone, dall'altro si è finalmente riconciliato con Rooster. Qualche tempo dopo, Rooster aiuta Maverick nella sua officina poco prima che quest'ultimo e Penny volino verso il tramonto a bordo di un P-51 Mustang.

## Produzione

### Sviluppo
Dopo la distribuzione di Top Gun, venne scritta la sceneggiatura di un seguito del film originale. Tuttavia non fu possibile realizzarlo poiché la tecnologia militare era stata rinnovata e il Dipartimento della Difesa non voleva telecamere che riprendessero i nuovi strumenti.
Nel 2014 Jerry Bruckheimer annunciò lo svolgersi del seguito, informazione poi confermata da Val Kilmer il 17 novembre 2015, ritornando ad interpretare Tom "Iceman" Kazansky.
Nel 2017 Tom Cruise, parlando con una testata giornalistica italiana, confermò l'inizio delle riprese per l'estate del 2018, anticipando anche il possibile nome di questo sequel: Top Gun: Maverick.
L'aereo utilizzato è il Boeing F/A-18 Super Hornet, caccia intercettore imbarcato ora sulle portaerei della U.S. Navy, mentre ai tempi della prima pellicola era il Grumman F-14 Tomcat.

### Cast
Sia Cruise che Kilmer riprendono i loro ruoli del precedente film. Manca, invece, tra gli interpreti Kelly McGillis, che nel primo film interpretava Charlotte "Charlie" Blackwood, l'astrofisica e istruttrice di cui Maverick si innamorava, qui sostituita dal personaggio di Penny Benjamin (impersonato da Jennifer Connelly, già citato in Top Gun). Nessuna citazione del suo personaggio è fatta nel sequel.
Due le possibili spiegazioni per questa assenza nel sequel: secondo il regista, è una precisa scelta tesa a tagliare alcuni fili col passato per guardare avanti. E questo spiegherebbe anche la mancanza di Meg Ryan, che impersonava Carole Bradshaw, moglie di Nick "Goose" Bradshaw (il cui personaggio, tuttavia, viene citato in alcuni flashback del film, essendo la madre di Bradley "Rooster" Bradshaw; inoltre, Maverick specifica che è morta, molto probabilmente di malattia).
Secondo Kelly McGillis, invece, la spiegazione sarebbe un'altra: "Sono vecchia, sono grassa e dimostro esattamente l’età che ho. Ma la faccenda non si esaurisce qui. Preferisco di gran lunga sentirmi a mio agio con me stessa, per l'età che ho, piuttosto che inseguire tutti quegli altri valori".

### Riprese
Le riprese del film sono iniziate il 31 maggio 2018, come annunciato dallo stesso Cruise sui suoi profili social, nella base navale di San Diego e sono terminate a metà marzo del 2019. Il budget previsto per la realizzazione del film è stato di 170 milioni di dollari. 
Per la realizzazione del film, la casa di produzione ha ottenuto i permessi per l'utilizzo dei velivoli militari dal Pentagono. Per ogni ora di utilizzo del velivolo F/A-18E/F la produzione ha pagato la cifra di 11 374 dollari.
Tutti i velivoli durante le riprese erano pilotati da reali piloti militari della Marina e, per creare l'illusione che gli attori stessero effettivamente pilotando i jet durante le scene di volo, i produttori hanno installato delle speciali telecamere IMAX sulla parte posteriore della cabina facendo sembrare appunto che fossero gli attori a pilotare. Gli F/A-18F sono stati così attrezzati con 6 telecamere speciali per ogni velivolo (Sony Venice da 6K) per filmare l'attore sul sedile posteriore.
Tom Cruise ha progettato un "campo di pre-addestramento" di 3 mesi per addestrare gli attori ai ruoli di volo, per abituarli alle acrobazie aeree, alle forze G elevate e per insegnare loro la consapevolezza spaziale di cui avrebbero avuto bisogno per azionare l'attrezzatura della telecamera. Parte dell'addestramento è stato richiesto dalla Marina per i passeggeri in jet tattici, inclusa l'evacuazione subacquea. Monica Barbaro ha detto che il cast ha sopportato le acrobazie aeree volando come passeggeri sull'Extra 300L (biposto ad elica utilizzato dalla Red Bull per gli show acrobatici) pilotato da Chuck Coleman, prima di volare sugli F/A-18F, per garantire che i loro corpi avessero la tolleranza richiesta.
Gli attori hanno anche dovuto imparare a gestire l'illuminazione, la cinematografia e il montaggio per far funzionare correttamente le telecamere a bordo, perché, come ha detto Bruckheimer, "quando sono sul jet gli attori devono dirigersi essenzialmente da soli".
I velivoli di 5ª generazione del combattimento aereo finale, modellati secondo il Sukhoi Su-57 "Felon" russo, e il prototipo ipersonico pilotato da Maverick all'inizio del film sono stati ricreati totalmente al computer.
Il velivolo ipersonico Darkstar esiste solo come mock-up, presentato anche al pubblico, ed è stato ripreso, durante le fasi di produzione, da satelliti spia cinesi, scambiato per un nuovo prototipo realmente in fase di sviluppo.

## Promozione
Il primo trailer è stato pubblicato il 18 luglio 2019, mentre il secondo trailer è stato diffuso il 16 dicembre 2019. L'ultimo trailer è stato pubblicato il 29 marzo 2022, con data d'uscita del film confermata al 25 maggio 2022 in Italia.

## Distribuzione
L'uscita nelle sale cinematografiche statunitensi, rinviata più volte nel corso del 2020 a causa della pandemia di COVID-19, è stata dapprima programmata per il 2 luglio 2021, poi al 19 novembre successivo ed infine al 27 maggio 2022 negli Stati Uniti. In Italia è uscito in anteprima in alcune sale il 21 maggio 2022, anticipando l'uscita ufficiale del 25 maggio 2022.
Dopo quasi sei mesi di distribuzione al cinema, il film torna nelle sale italiane dal 1º dicembre 2022.

### Edizione italiana
Il doppiaggio italiano e la sonorizzazione della pellicola sono stati effettuati dalla società Iyuno - SDI Group. I dialoghi e la direzione del doppiaggio sono a cura di Carlo Cosolo.

## Accoglienza

### Incassi
Top Gun: Maverick ha incassato 718 milioni di dollari in Nord America e 777 milioni nel resto del mondo, per un totale di 1,495 miliardi, diventando così il film con il maggiore incasso del 2022. Il film è al 14º posto nella classifica dei film con maggiori incassi nella storia del cinema. Top Gun: Maverick è ufficialmente il film di Tom Cruise con il maggior incasso di sempre, seguito poi da Mission: Impossible - Fallout.

### Critica
Il film è stato acclamato dalla critica. Sull'aggregatore di recensioni Rotten Tomatoes il film ha un punteggio positivo del 96% con un voto medio di 8,2 su 10, basato su 476 recensioni. Il consenso critico del sito recita "Top Gun: Maverick realizza un'impresa ancora più complicata di una picchiata invertita a 4G, offrendo un sequel a lungo ritardato che supera il suo predecessore in uno stile selvaggiamente divertente ed esuberante".

## Riconoscimenti
- 2023 - Premio Oscar[17]
  - Miglior sonoro a Mark Weingarten, James H. Mather, Al Nelson, Chris Burdon e Mark Taylor
  - Candidatura per il miglior film
  - Candidatura per la miglior sceneggiatura non originale a Ehren Kruger, Eric Warren Singer e Christopher McQuarrie
  - Candidatura per la migliore canzone (Hold My Hand) a Lady Gaga, BloodPop e Benjamin Rice
  - Candidatura per il miglior montaggio a Eddie Hamilton
  - Candidatura per i migliori effetti speciali a Ryan Thudhope, Seth Hill, Bryan Litson e Scott R. Fisher

- 2023 – Golden Globe[18]
  - Candidatura per il miglior film drammatico
  - Candidatura per la miglior canzone (Hold My Hand) a Lady Gaga, BloodPop e Benjamin Rice
- 2023 – Critics' Choice Awards[19]
  - Candidatura per il miglior film
  - Candidatura per il miglior attore a Tom Cruise
  - Candidatura per la miglior fotografia a Claudio Miranda
  - Candidatura per il miglior montaggio a Eddie Hamilton
  - Candidatura per la miglior canzone (Hold My Hand) a Lady Gaga e BloodPop
  - Candidatura per i migliori effetti visivi a Scott R. Fisher, Ryan Tudhope, Seth Hill e Bryan Litson

- 2023 – Grammy Award[20]
  - Candidatura per la miglior canzone scritta per media visuali (Hold My Hand) a Lady Gaga e BloodPop
  - Candidatura per la miglior compilation colonna sonora per media visuali a Lady Gaga, Hans Zimmer, Lorne Balfe e Harold Faltermeyer
- 2022 – National Board of Review[21]
  - Miglior film
  - Miglior fotografia a Claudio Miranda
- 2022 – Satellite Award[22]
  - Miglior film drammatico
  - Miglior fotografia a Claudio Miranda
  - Miglior canzone originale (Hold My Hand) a Lady Gaga e BloodPop
  - Miglior suono a Mark Weingarten, James H. Mather e Al Nelson
  - Candidatura per il miglior regista a Joseph Kosinski
  - Candidatura per il miglior attore in un film drammatico a Tom Cruise
  - Candidatura per la miglior sceneggiatura non originale a Peter Craig, Ehren Kruger, Justin Marks, Christopher McQuarrie, e Eric Warren Singer
  - Candidatura per il miglior montaggio a Eddie Hamilton
  - Candidatura per la miglior colonna sonora originale a Lady Gaga, Hans Zimmer, Lorne Balfe e Harold Faltermeyer
  - Candidatura per i migliori effetti visivi a Scott R. Fisher, Ryan Tudhope, Seth Hill e Bryan Litson

## Altri media
In Microsoft Flight Simulator dal 25 maggio 2022 è disponibile il DLC Top Gun Maverick; mentre in Ace Combat 7: Skies Unknown di Bandai Namco dal 26 maggio 2022 è disponibile un DLC a tema Top Gun Maverick. In Digital Combat Simulator, dal 26 maggio 2022 sono state introdotte su F-14A e su F/A-18c Lot.20 le livree a tema TopGun. Per il videogioco War Thunder è stato pubblicato, negli stessi giorni della distribuzione della pellicola, un aggiornamento chiamato "Danger Zone", che ha introdotto l'F-14 Tomcat tra gli aerei disponibili.

## Sequel
Nel maggio 2022, Teller ha rivelato di aver proposto alla Paramount Pictures un sequel, che sarebbe stato provvisoriamente intitolato Top Gun: Rooster e incentrato sul suo personaggio. A luglio dello stesso anno, ha dichiarato di aver discusso con Cruise riguardo ad un probabile sequel. Nel gennaio 2024 è stato riferito che un sequel è in fase di sviluppo.